# Coniopteryx quadricephala
Coniopteryx quadricephala är en insektsart som beskrevs av V. Johnson 1981. Coniopteryx quadricephala ingår i släktet Coniopteryx och familjen vaxsländor. Inga underarter finns listade i Catalogue of Life.